# Francis Joseph Tief
Francis Joseph Tief (* 7. März 1881 in Greenwich, Connecticut, USA; † 22. September 1965) war ein US-amerikanischer Geistlicher und römisch-katholischer Bischof von Concordia.

## Leben
Francis Joseph Tief empfing am 11. Juni 1908 das Sakrament der Priesterweihe für das Bistum Hartford.
Am 16. Dezember 1920 ernannte ihn Papst Benedikt XV. zum Bischof von Concordia. Der Bischof von Bistum Kansas City-Saint Joseph, Thomas Francis Lillis, spendete ihm am 30. März des nächsten Jahres die Bischofsweihe; Mitkonsekratoren waren der Bischof von Rockford, Peter James Muldoon, und der Bischof von Denver, John Henry Tihen.
Am 11. Juni 1938 trat Tief von seinem Amt zurück und wurde von Papst Pius XI. zum Titularbischof von Nisa in Lycia ernannt.